# رامون لورنس
رامون لورنس (بالإسبانية: Ramón Llorens Pujadas)‏ لاعب كرة قدم ومدرب إسباني من مواليد علم 1906 وتوفي عام 1985 , لعب كحارس مرمى لنادي برشلونة خلال الفترة الممتدة بين عامي 1924-1936 ومثل النادي في 142 مباراة ، في عام 1950 درب نادي برشلونة في إحدى عشرة مباراة ولم يحقق نجاح يذكر كمدرب مع النادي .

## وصلات خارجية
- رامون لورنس على موقع قاعدة بيانات كرة القدم.إي يو (الإنجليزية)
- رامون لورنس على موقع عالم كرة القدم.نت (الإنجليزية)

1. 1 2  Jugadors، F. C. B. "Ramon Llorens Pujadas stats | FC Barcelona Players". FCB Jugadors. مؤرشف من الأصل في 2021-12-05.
2. ↑  المدرب رامون لورنس درب نادي برشلونة عام 1950 نسخة محفوظة 05 سبتمبر 2012 على موقع واي باك مشين.